# Centralny Ośrodek Oświaty Dorosłych – Towarzystwo Uniwersytetu Robotniczego i Ludowego
Centralny Ośrodek Oświaty Dorosłych – Towarzystwo Uniwersytetu Robotniczego i Ludowego – stowarzyszenie wyższej użyteczności powołane na podstawie rozporządzenia Rady Ministrów z 1948 r., w celu szerzenia oświaty, kultury i pracy w organizacjach społecznych, poprzez kształcenie i organizowanie szkoleń, kursów, wydawnictw i prac naukowo-badawczych. Rozporządzenie Rady Ministrów miało ścisły związek z rozporządzeniem Prezydenta RP z 1932 r. – Prawo o stowarzyszeniach, mówiącym o tym, że obywatele mają prawo łączyć się w stowarzyszeniach, których cele, ustrój i działalność nie sprzeciwia się prawu i nie zagrażają bezpieczeństwu, spokojowi lub porządkowi publicznemu.

## Cele Stowarzyszenia
Celem Stowarzyszenia było:
- kształcenie pracowników kulturalno-oświatowych na użytek organizacji społecznych, działających w mieście i na wsi,
- opracowywanie metod szkolenia pracowników kulturalno-oświatowych w różnych dziedzinach i na różnych poziomach,
- opracowywanie metod pracy kulturalno-oświatowej na użytek organizacji społecznych.

## Sposoby realizacji celów
Stowarzyszenie realizowała swoje cele przez:
- organizowanie i prowadzenie szkolenia
- organizowanie i prowadzenie prac naukowo-badawczych,
- prowadzenie kursów korespondencyjnych,
- prowadzenie działalności wydawniczej,
- prowadzenie poradnictwa oświatowego,
- prowadzenie wszelkiej innej działalności zmierzającej do osiągnięcia wyznaczonych celów.

## Członkowie Stowarzyszenia
Członkiem Stowarzyszenia była każda organizacja społeczna, posiadająca osobowość prawną, zainteresowana w pracach Stowarzyszenia, która złożyła odpowiednią deklarację przystąpienia, wpłaciła wpisowe i została przyjęta przez Zarząd Główny.
Każdy członek zobowiązany był:
- regularnie płacić zadeklarowane składki,
- uczestniczyć w Walnych Zgromadzeniach przez upełnomocnionych delegatów,
- współdziałać w realizacji zadań Stowarzyszenia, między innymi przez udostępnianie swych placówek kulturalno-oświatowych dla celów badawczych.

Członek miał prawo:
- uczestniczyć w zebraniach przez upełnomocnionych delegatów, którzy zabierali głos, stawiać wnioski i wykonywać czynne i bierna prawo wyborcze członka,
- korzystać z wyników pracy Stowarzyszenia, jego świadczeń i urządzeń w ramach regulaminów.

## Władze Stowarzyszenia
Władzami Stowarzyszenia były:
- Walne Zgromadzenie,
- Zarząd Główny,
- Główna Komisja Rewizyjna.

### Walne Zgromadzenie
Najwyższą władzą Stowarzyszenia było Walne Zgromadzenie członków.
Do kompetencji Walnego Zgromadzenia należało:
- przyjęcie i zatwierdzenie sprawozdania ogólnego i finansowego,
- zatwierdzenie planu działalności i budżetu,
- wybór Zarządu Głównego i Głównej Komisji Rewizyjnej

### Zarząd Główny
Zarząd Główny składał się z 7-11 osób i 2 zastępców.
Do kompetencji Zarządu Głównego należało:
- kierowanie pracami Stowarzyszenia,
- dysponowanie funduszami Stowarzyszenia,
- mianowanie dyrekcji Stowarzyszenia w składzie dyrektor i 2 wicedyrektorów,
- układanie programów pracy i budżetu,
- zwoływanie Walnego Zgromadzenia,
- inne sprawy.

### Główna Komisja Rewizyjna
Główna Komisja Rewizyjna składała się z 6 osób wybranych na Walnym Zgromadzeniu spośród przedstawicieli członków Stowarzyszenia. Zadaniem Głównej Komisji Rewizyjnej było badanie i opiniowanie działalności Zarządu Głównego.

## Fundusze Stowarzyszenia
Fundusze Stowarzyszenia powstawały z:
- wpisowego i składek członkowskich,
- dochodów z imprez przedsiębiorstw i zakładów prowadzonych przez Stowarzyszenie,
- ofiar, zapisów i darowizn na rzecz Stowarzyszenia, instytucji zawodowych i społecznych,
- dochodów z innych źródeł.

Stowarzyszenie przyjmowało zapisy i darowizny oraz nabywało i zbywało majątek ruchomy i nieruchomy bez ograniczeń i bez potrzeby uzyskiwania zezwoleń przewidzianych w przepisach specjalnych regulujących sprawy zapisów i darowizn oraz sprawy nabywania majątków przez osoby fizyczne i prawne.